# 董彝 (明朝)
董彜（1429年—？），字克明，直隸蘇州府常熟縣人，民籍。明朝政治人物。進士出身。

## 生平
成化四年（1468年）戊子科應天鄉試第二十一名舉人。成化八年（1472年）壬辰科會試第二百八名，殿試登進士第三甲第一百四十三名。十年八月擢授翰林院检讨，徽王朱見沛就藩，十三年七月授徽府右長史，後改左長史，十七年正月加正四品俸，二十一年母丧丁憂。

## 家族
曾祖父董叔能。祖父董士璵。父亲董庸，曾任縣丞。